# Huaishang
Huaishang är ett stadsdistrikt i staden Bengbu i provinsen Anhui i östra Kina.
Distriktet är indelat i ett stadsdelsdistrikt, fem köpingar och en administrativ enhet på sockennivå.
Stadsdelsdistrikt (jiedao):

- Huaibin (淮滨街道)

Köpingar (zhen):

- Caolaoji (曹老集镇)
- Meiqiao (梅桥镇)
- Mohekou (沫河口镇)
- Wuxiaojie (吴小街镇)
- Xiaobengbu (小蚌埠镇)

Områden på sockennivå:

- Bengbu Gongye Yuanqu (industripark) (蚌埠工业园区)